# Achttien Koninkrijken

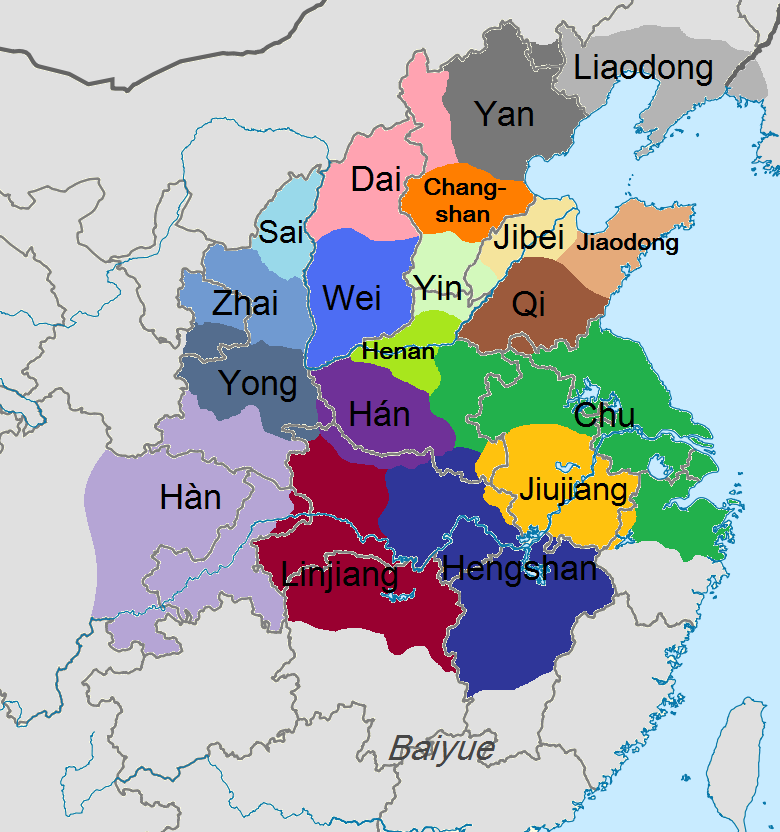
Ligging Achttien Koninkrijken bij benadering.

De Achttien Koninkrijken (十八国) waren de feodale vorstendommen die de Chinese opperheerser Xiang Yu in 206 v.Chr. stichtte na de val van de Qin-dynastie. De details van deze feodale opdeling waren als volgt:
| Naam           | Chinese naam | Heerser                                          | Huidig Chinees gebied                            |
| -------------- | ------------ | ------------------------------------------------ | ------------------------------------------------ |
| Westelijke Chu | 西楚         | Xiang Yu                                         | Jiangsu, Noord-Anhui, Noord-Zhejiang, Oost-Henan |
| Hàn            | 漢           | Liu Bang                                         | Sichuan, Chongqing, Zuid-Shaanxi                 |
| Yong           | 雍           | Zhang Han (Qin-generaal)                         | Midden-Shaanxi                                   |
| Sai            | 塞           | Sima Xin (Qin-generaal)                          | Noordoost-Shaanxi                                |
| Zhai           | 翟           | Dong Yi (Qin-generaal)                           | Noord-Shaanxi                                    |
| Hengshan       | 衡山         | Wu Rui (Qin-ambtenaar met steun van Yue-stammen) | Oost-Hubei, Jiangxi                              |
| Hán            | 韓           | Han Cheng (Hán-koningshuis)                      | Zuidwest-Henan                                   |
| Dai            | 代           | Zhao Xie (Zhao-koningshuis)                      | Noord-Shanxi, Noordwest-Hebei                    |
| Henan          | 河南         | Shen Yang (Zhao-ambtenaar)                       | Noordwest-Henan                                  |
| Changshan      | 常山         | Zhang Er (Zhao-onderkanselier)                   | Midden-Hebei                                     |
| Yin            | 殷           | Sima Ang (Zhao-generaal)                         | Noord-Henan, Zuid-Hebei                          |
| Wei            | 西魏         | Wei Bao (Wei-koningshuis)                        | Zuid-Shanxi                                      |
| Jiujiang       | 九江         | Ying Bu (Chu-generaal)                           | Midden- en Zuid-Anhui                            |
| Linjiang       | 臨江         | Gong Ao (Chu-generaal)                           | West-Hubei, Noord-Hunan                          |
| Yan            | 燕           | Zang Tu (Yan-generaal)                           | Noord-Hebei, Peking, Tianjin                     |
| Liaodong       | 遼東         | Han Guang (Yan-koningshuis)                      | Zuid-Liaoning                                    |
| Qi             | 齊           | Tian Du (Qi-generaal)                            | West- en Midden-Shandong                         |
| Jiaodong       | 膠東         | Tian Fu (Qi-koningshuis)                         | Oost-Shandong                                    |
| Jibei          | 濟北         | Tian An (Qi-rebellenleider)                      | Noord-Shandong                                   |

De Achttien Koninkrijken bestonden kort: vrijwel meteen brak er opstand uit in Qi, waarna Tian Rong Jiaodong en Jibei veroverde, waarmee de oude Qi-staat werd herenigd. Ondertussen liet Xiang Yu van Chu keizer Huai II en koning Han Cheng van Hán vermoorden. Daarna veroverde Liu Bang van Hàn de landen van de Drie Qins, waarmee hij de Chu-Hàn-oorlog ontketende. Na vele gevechten en veranderende bondgenootschappen versloeg Hàn Chu en onderwierp alle andere koninkrijken, waarover Liu Bang vazalkoningen aanstelde terwijl hij zichzelf uitriep tot eerste keizer van de Hàn-dynastie in 202 v.Chr.